# Disseleneto de carbono
Disseleneto de carbono é o composto com fórmula química CSe2.